# Дульчик Віталій Георгійович
Віта́лій Гео́ргійович Ду́льчик (30 квітня 1986, м. Нойштрелиць, Німецька Демократична Республіка — 13 травня 2014, с. Маячка, Слов'янський район, Донецька область, Україна) — український військовослужбовець, десантник, капітан (посмертно) Збройних сил України.

## Життєпис
Віталій Дульчик був єдиним сином у сім'ї. Він народився в місті Нойштрелиць у Східній Німеччині, де на той час служив його батько. Після виведення радянських військ з НДР родина мешкала в місті Житомирі, де Віталій з 1993 по 2000 рік навчався в середній школі № 33. 2000 року родина переїхала до міста Бердичева. Віталій з дитинства готувався стати офіцером, займався дзюдо і рукопашним боєм. По закінченні бердичівського колегіуму № 14 у 2003 році вступив до військового інституту. 2007 року закінчив аеромобільний факультет Одеського інституту Сухопутних військ. З 2007 року служив у 80-му окремому аеромобільному полку (в/ч А0284, Львів). Наприкінці 2000-х залишив військову службу і був звільнений в запас у званні старшого лейтенанта.
З початком російської збройної агресії проти України в березні 2014 року призваний за мобілізацію.
Командир аеромобільно-десантного взводу 4-ї аеромобільно-десантної роти 2-го аеромобільно-десантного батальйону 95-ї окремої аеромобільної бригади (м. Житомир).

### Бій під Краматорськом
Загинув у бою з російськими терористами 13 травня 2014 року під час виконання бойового завдання. О 12:30 біля мосту поблизу села Маячка (на той час Октябрське) Слов'янського району, що за 20 км від Краматорська, під час супроводження на блокпости розрахунків 82-мм мінометів та продовольства військову колону обстріляли терористи з гранатометів та стрілецької зброї. Віталій Дульчик їхав на броні головного БТР-80, який прийняв перший удар і шквал вогню. Віталія вибухом викинуло з машини, він загинув серед перших. Терористи поцілили з РПГ у двигун другого БТРа, один з автомобілів ГАЗ-66 повністю згорів. У бою при відбитті нападу загинуло 5 десантників — капітан Вадим Заброцький, старший лейтенант Віталій Дульчик, молодший сержант Віталій Рудий, молодший сержант Сергій Хрущ, старший солдат Олександр Якимов. Сержант Олег Славіцький помер від тяжких поранень у гелікоптері під час медичної евакуації, 8 поранені та контужені (серед них — капітан Володимир Бехтер, знаходився у другому БТРі з кінця колони, старший солдат Денис Білявський, молодший сержант Тарас Ткаліч). Бій тривав протягом години. Після «зачистки» території на місці засідки виявлено заздалегідь обладнані позиції, контейнери від гранатометів РПГ-18 «Муха», РПГ-26 «Аглень» та гільзи від снайперських гвинтівок. Переміщувалися бойовики кількома мікроавтобусами та легковими автомобілями.
Кілька терористів під час бою також зазнали поранень, про що свідчать сліди крові та рештки бронежилетів. За даними Міноборони України, нападники втратили щонайменше 5 бійців: один загинув, 4 важко поранені та перебували у першій міській лікарні у Слов'янську.
16 і 17 травня в Житомирі прощалися з полеглими десантниками, близько 2000 житомирян відвідали військову частину, щоб вшанувати пам'ять героїв, в області оголосили триденну жалобу. 17 травня Віталія Дульчика поховали в Житомирі на Смолянському військовому кладовищі.
Залишилися дружина, батько Георгій Миколайович, мама Наталія Дульчик.

## Нагороди
- 15 липня 2014 року — за особисту мужність і героїзм, виявлені у захисті державного суверенітету та територіальної цілісності України, відзначений — нагороджений орденом Богдана Хмельницького III ступеня (посмертно).
- медаллю «За визволення Слов'янська» (посмертно).

## Вшанування пам'яті
22 серпня 2014 року в Бердичеві, на фасаді будинку, де жив Віталій Дульчик, встановили меморіальну дошку, але за проханням матері її перенесли до Бердичівського колегіуму № 14.
25 червня 2015 року під час чергової 66-ї сесії Бердичівської міської ради прийнято рішення перейменувати вулицю та провулок Енгельса в Бердичеві на вулицю Віталія Дульчика.
13 травня 2017 року в Житомирі, на фасаді загальноосвітньої середньої школи № 33 встановили меморіальну дошку колишньому учню Віталієві Дульчику.